# 만틸라

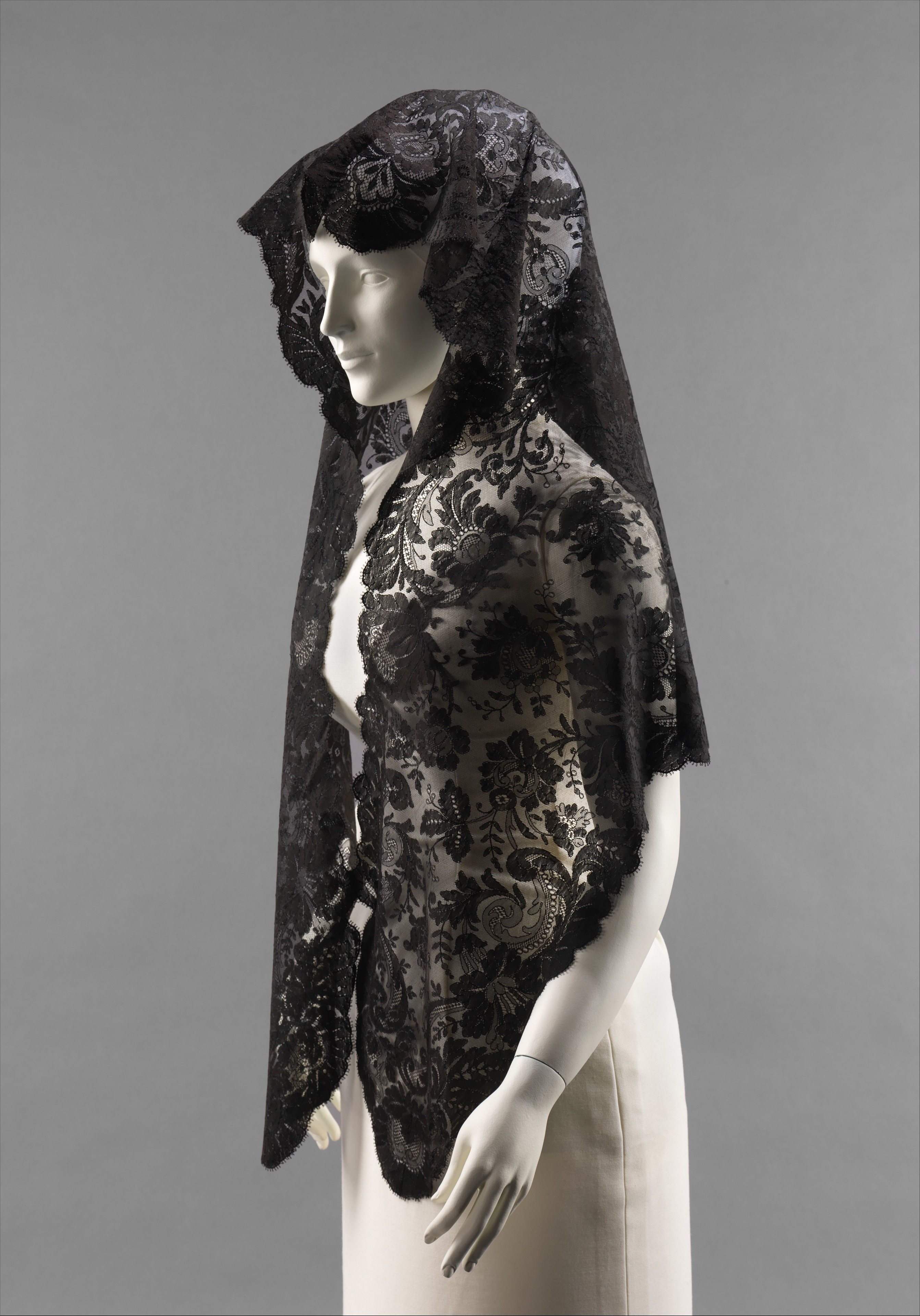
블론드 만틸라의 측면 촬영 사진

만틸라(mantilla)는 전통적인 여성용 예배용 레이스 또는 실크 베일 혹은 숄로, 머리와 어깨 위에 걸쳐 착용하며, 보통 페이네타라고 불리는 높이가 있는 머리 장식 위에 올려쓴다. 이는 특히 스페인과 라틴아메리카 여성들 사이에서 인기가 있었다. 기독교권 내에서는 가톨릭과 플리머스 형제단 여성들이 전 세계적으로 착용하고, 아르헨티나의 메노나이트 여성들, 그리고 러시아의 동방 정교회 여성들은 페이네타 없이 착용한다. 동방 정교회 여성들이 만틸라를 쓸 때는 흔히 흰색을 착용하며, 끝부분을 목에 교차시킨 뒤 반대쪽 어깨 위로 늘어뜨린다. 만틸라는 기독교 여성들이 교회 예배 중에나 특별한 행사에서 쓰는 머리 덮개이다. 작은 형태의 만틸라는 ‘토킬라(toquilla)’라고 불린다.

## 역사
가벼운 장식용 만틸라는 16세기 말에 스페인의 따뜻한 지역에서 사용되기 시작했으며, 레이스로 만든 것은 17세기와 18세기에 여성들 사이에서 유행했고, 디에고 벨라스케스와 고야의 초상화에도 묘사되었다. 스페인이 대체로 기독교 국가였기 때문에 만틸라는 기도와 예배 중 여성이 머리 덮개를 쓰는 기독교 관습을 스페인식으로 적용한 것이다(1 Corinthians 11:2–10 참조).
스페인에서 온 기독교 선교사들이 아메리카 대륙에 들어가면서, 머리 덮개로서 만틸라를 착용하는 관습도 신세계로 전해졌다. 19세기에 니카라과와 코스타리카의 주교이자 니카라과 총독을 지낸 프라이 니콜라스 가르시아 헤레스는 만틸라는 불투명해야 하며 투명한 레이스로 만들어져서는 안 된다고 명령했다. 얇은 만틸라를 계속 착용한 여성들은 가톨릭 교회에서 파문당했다.
19세기에는 이사벨 2세 여왕이 만틸라 사용을 적극적으로 장려했다. 그러나 그녀가 1870년에 퇴위한 이후 이 관습은 줄어들었고, 1900년까지 만틸라는 주로 교회 예배, 투우, 성주간, 결혼식 같은 공식 행사에 한정되어 착용되었다.

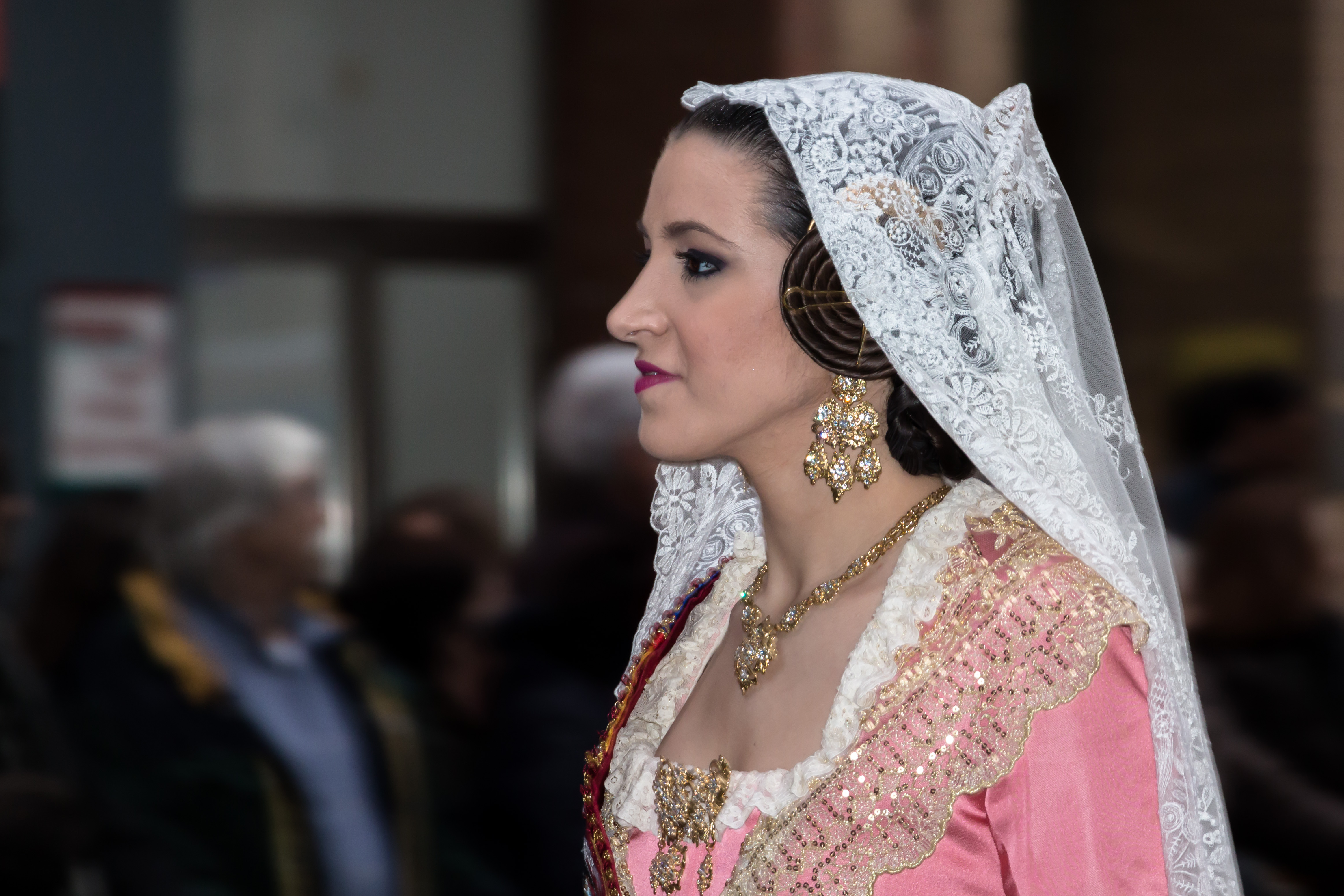
발렌시아의 파야스 축제에서 만틸라를 쓴 팔레라(fallera, 발렌시아 여성)

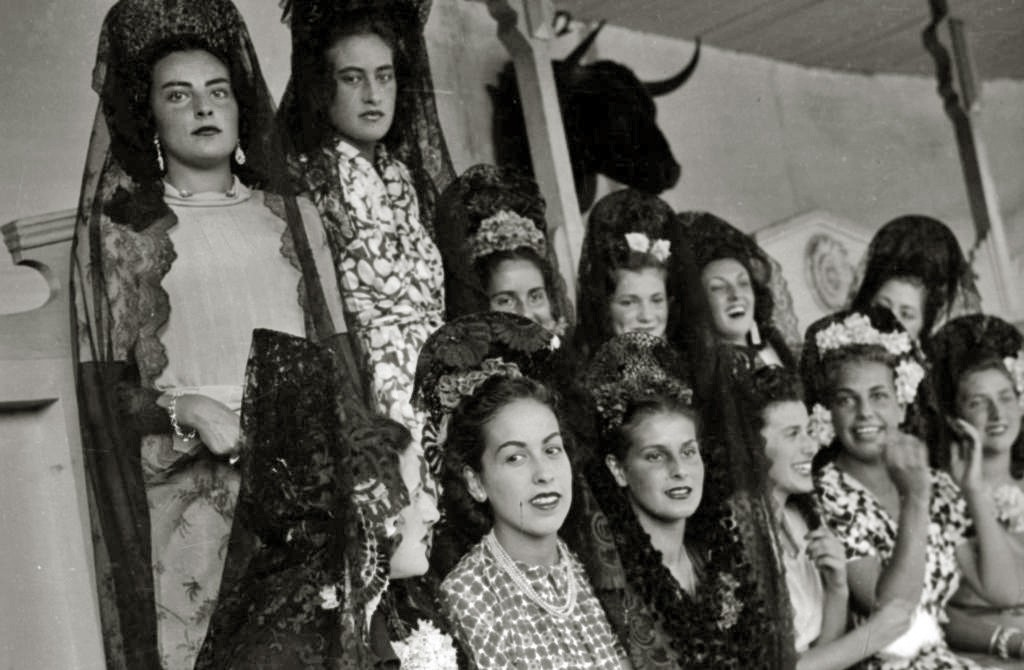
1939년 스페인 투우 경기에서 만틸라를 쓴 여성들

스페인에서는 여성들이 여전히 성주간(부활절 전 주간), 투우, 결혼식에서 만틸라를 착용한다. 또한 교황을 알현할 때는 전통적으로 검은 만틸라를 착용하고, 흰 만틸라는 교회 결혼식에 적합하지만 다른 의식 행사에서도 착용될 수 있다. ‘백인의 특권’이라 불리는 관습에 따라, 스페인 여왕과 몇몇 가톨릭 군주의 가톨릭 부인들만이 교황 알현 시 흰 만틸라를 착용할 수 있다.
아르헨티나에서는 많은 메노나이트 여성들이 기독교적 머리 덮개로 만틸라를 착용한다. 전통적인 가톨릭 여성들과 세계 여러 지역의 플리머스 형제단 여성들도 같은 목적으로 사용한다.

## 페이네타

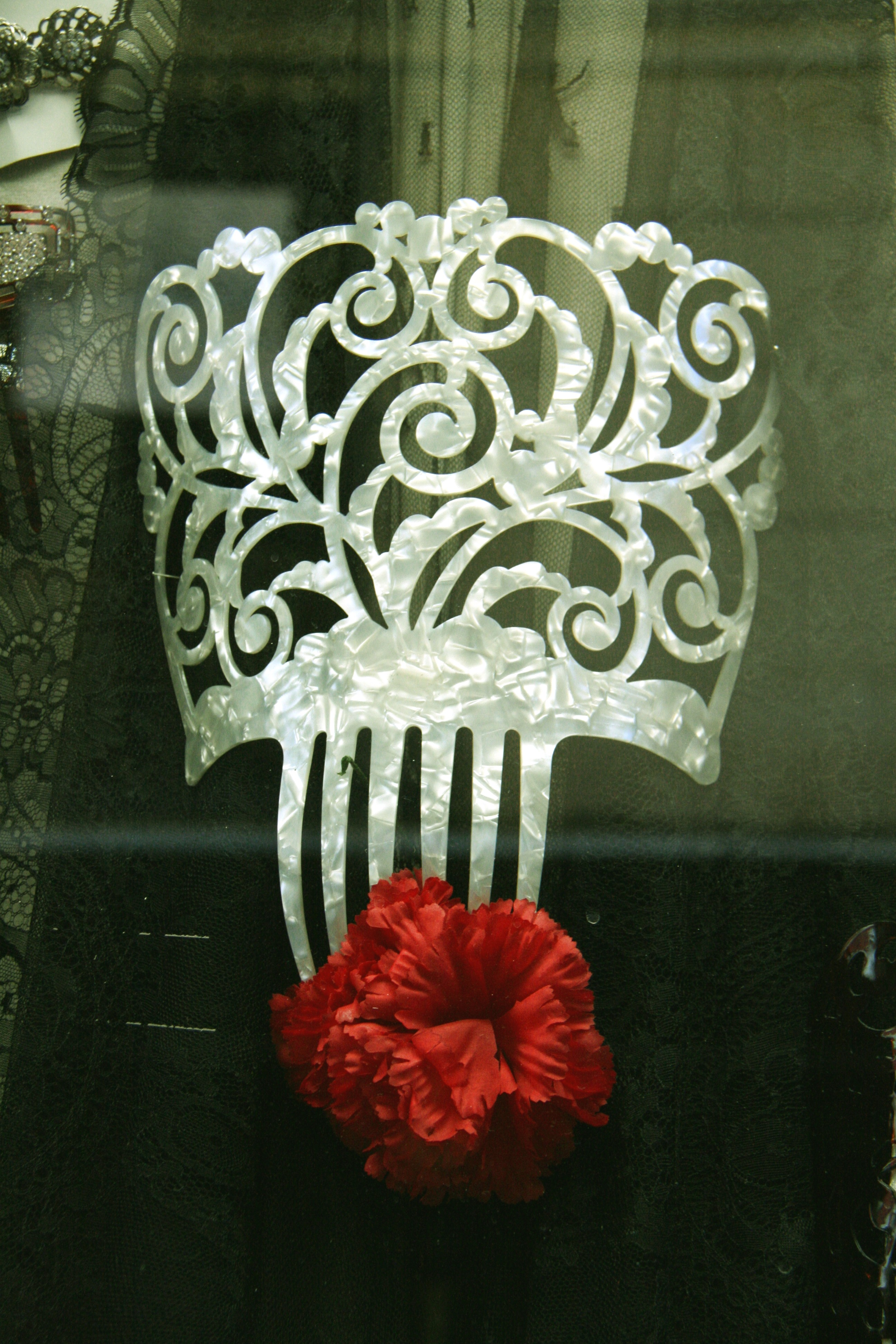
진주로 만든 페이네타

페이네타는 큰 빗처럼 생긴 장식품으로, 만틸라를 받치기 위해 사용된다. 보통 거북껍질 색을 띠며, 19세기에 기원하였다. 볼록한 몸체와 여러 개의 빗살로 구성되어 있으며, 종종 만틸라와 함께 쓰인다. 이는 착용자에게 키가 더 커 보이는 착시 효과를 주고, 결혼식, 행렬, 무도회에서 머리를 고정해 준다. 발렌시아와 안달루시아 지방의 전통 의상에서 중요한 요소이며, 무어인과 롬인 문화의 영향을 받은 음악과 춤인 플라멩코 의상에서도 자주 발견된다.

## 갤러리

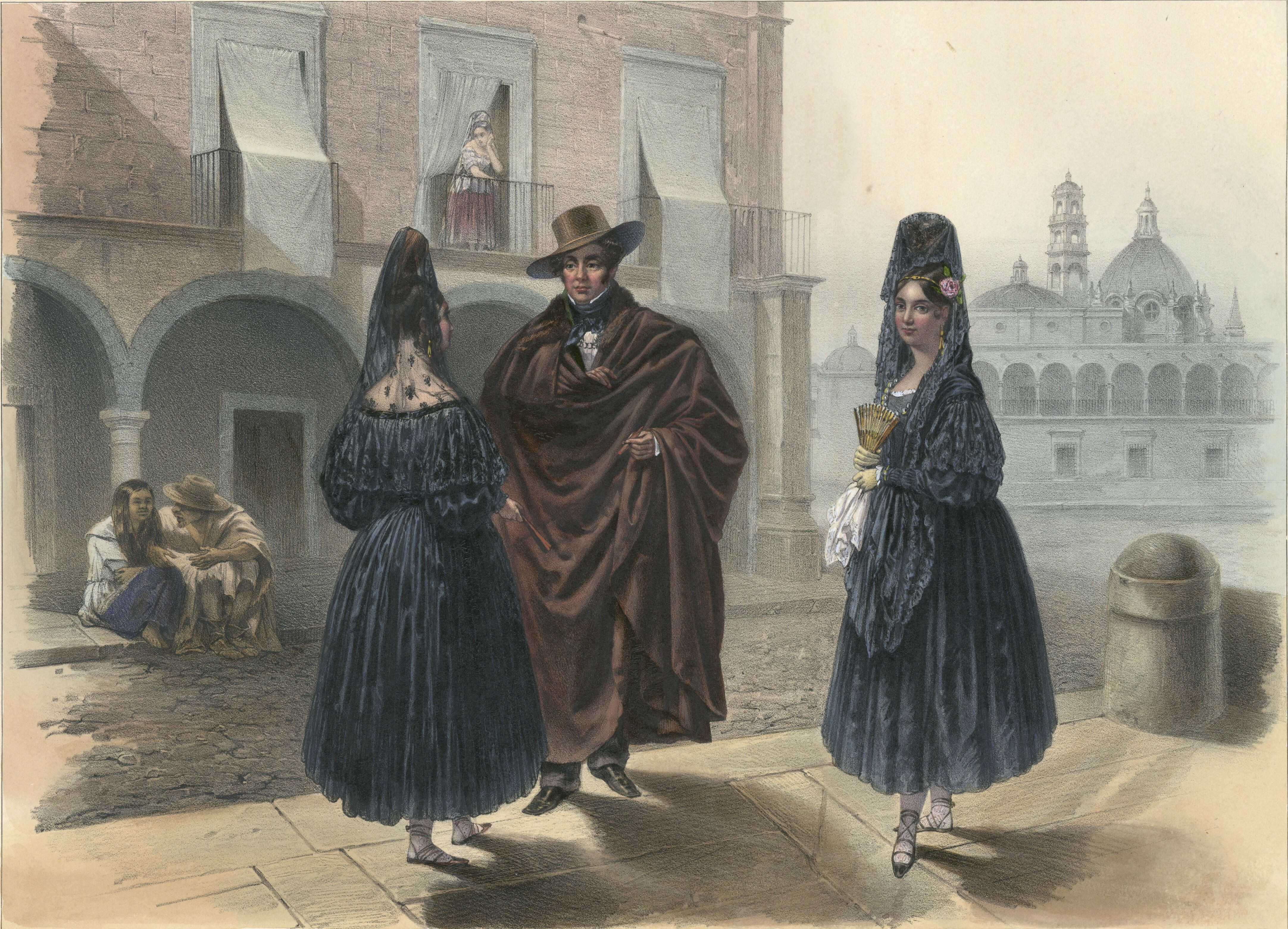
1836년 카를 네벨의 그림, 만틸라를 쓴 멕시코 여성들
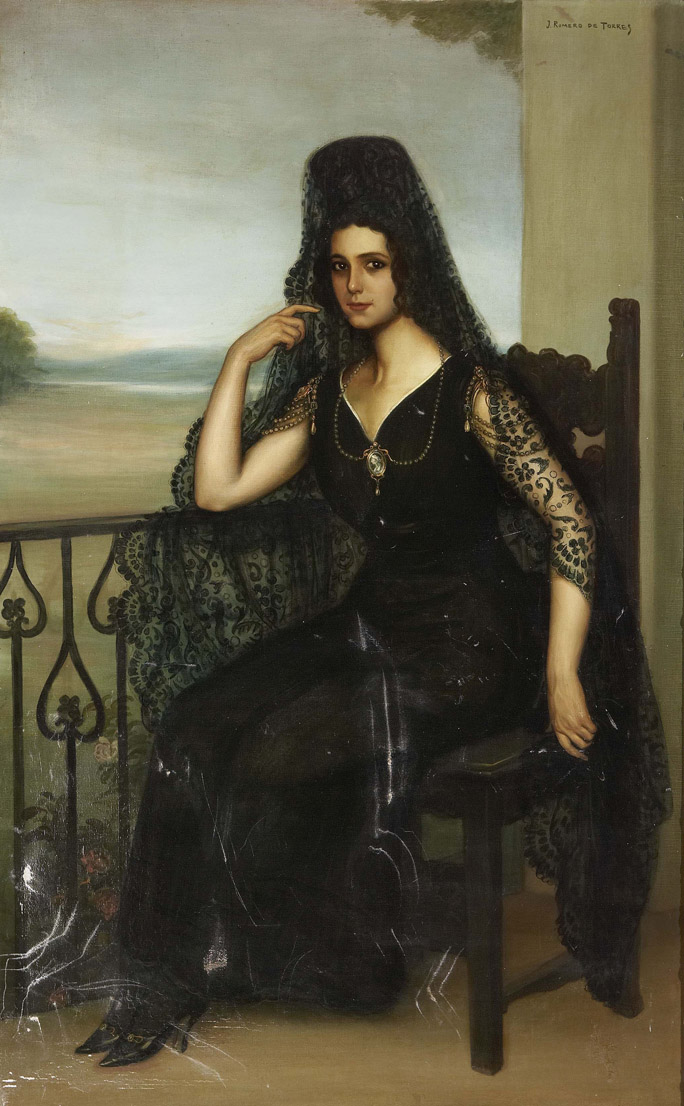
1910년 스페인 가수이자 배우 라켈 메예르
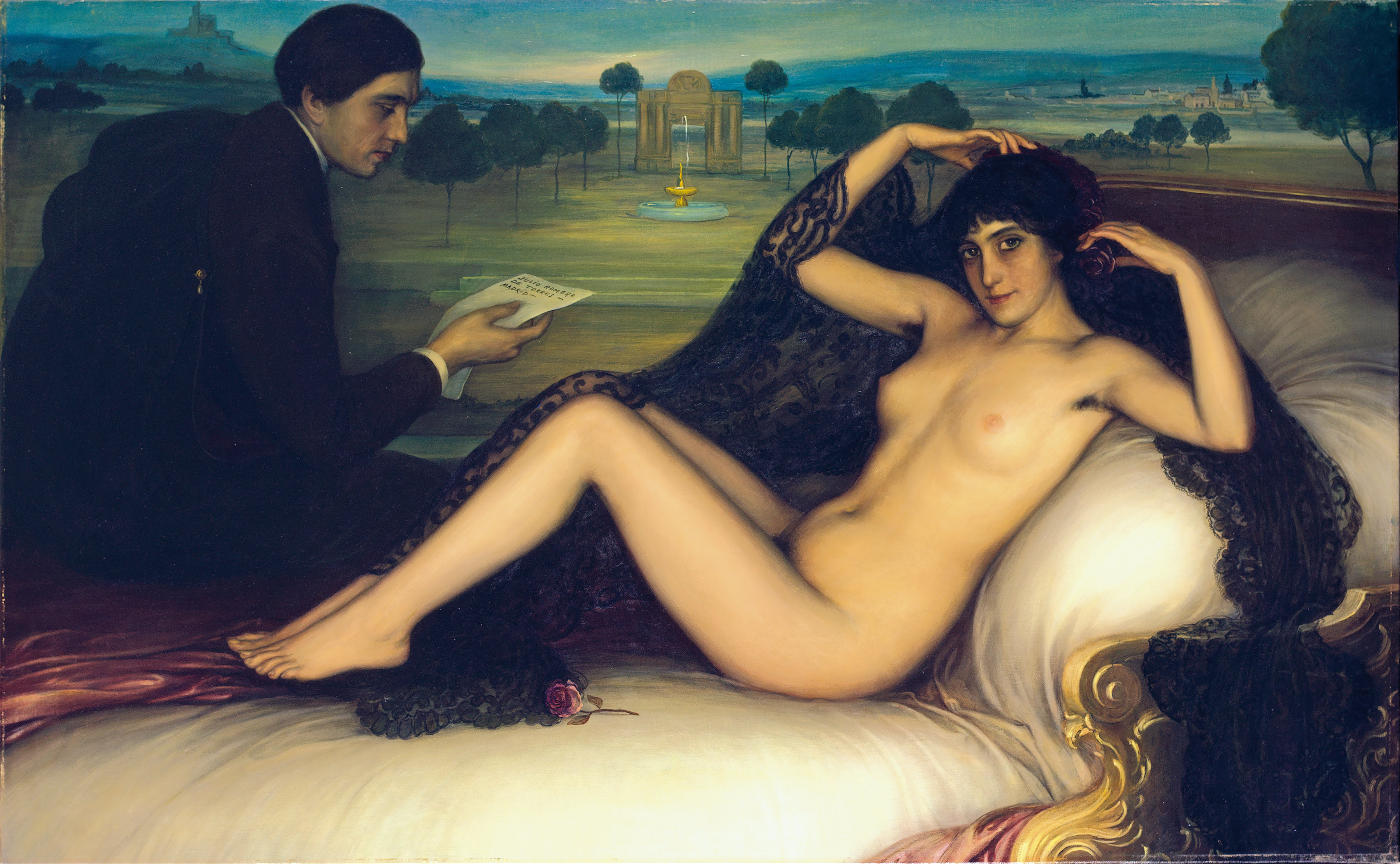
라켈 메예르와 그녀의 남편 엔리케 고메즈 카리요가 등장한 그림 《시의 비너스》(Venus of Poetry), 훌리오 로메로 데 토레스, 1913년
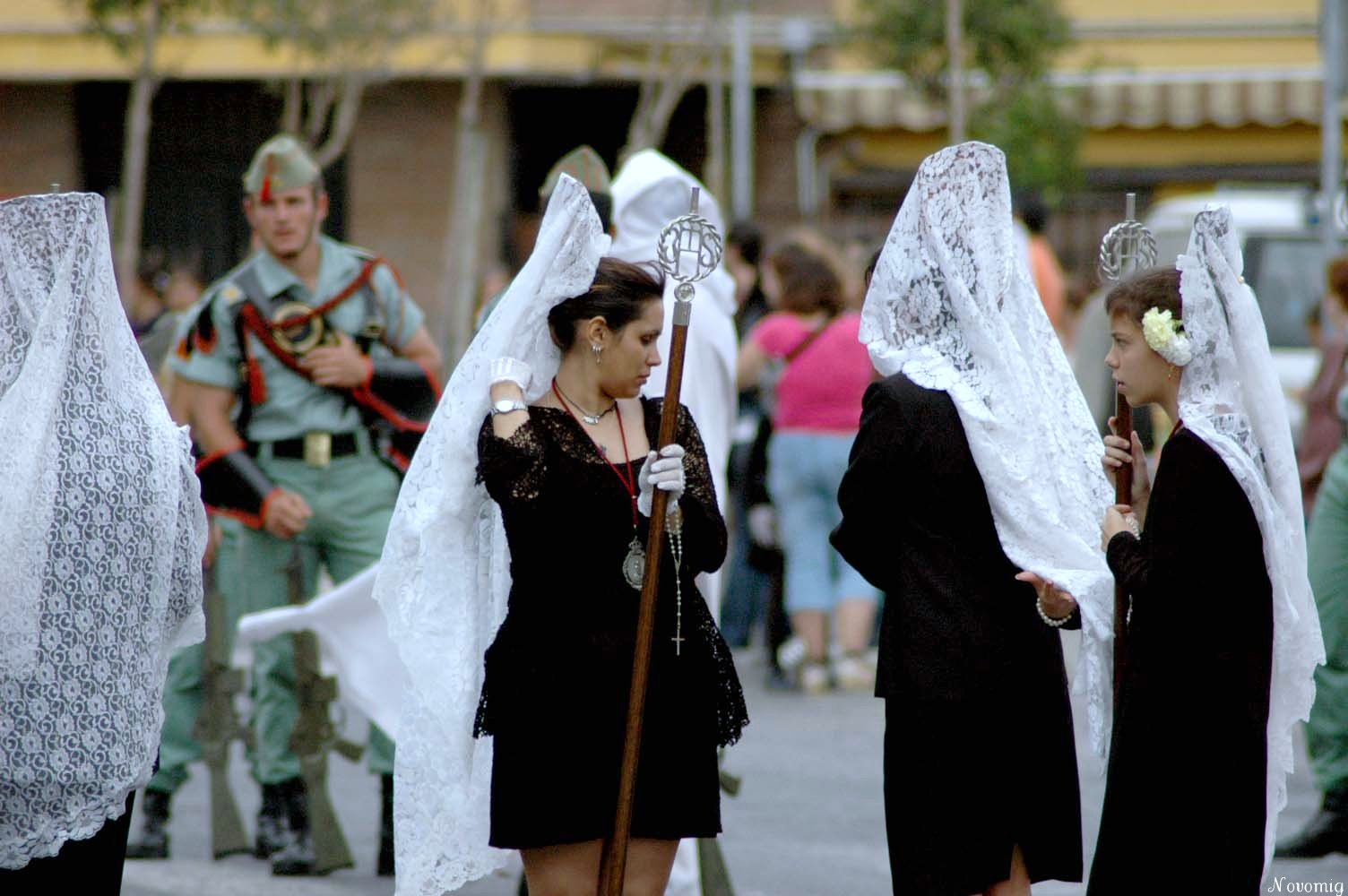
2006년 스페인 성주간 행렬에서 흰색 레이스 만틸라

## 같이 보기
- 모브캡
- 베일